# Мађарска на Зимским олимпијским играма 1998.
Мађарска је учествовала на Зимским олимпијским играма које су одржане 1998. године у Нагану, Јапан. Ово је било осамнаесто учешће мађарских спортиста на зимским олимпијадама. Мађарски спортисти ни на овој олимпијади нису освојили ниједну олимпијску медаљу, ниједан олимпијски бод.
На свечаном отварању игара заставу Мађарске је носила Кристина Еђед. На ову смотру Мађарска је послала укупно 16 такмичара (осам мушких такмичара и девет женских такмичарки) који су се такмичили у шест спортова и осамнаест спортских дисциплина.

## Резултати по спортовима
У табели је приказан успех мађарских спортиста на олимпијади. У загради иза назива спорта је број учесника
Са појачаним бројевима је означен најбољи резултат.
Принцип рачунања олимпијских поена: 1. место – 7 поена, 2. место – 5 поена, 3. место – 4 поена, 4. место – 3 поена, 5. место – 2 поена, 6. место – 1 поен.

| Спортска дисциплина   | Освојено место | Освојено место | Освојено место | Освојено место | Освојено место | Освојено место | Олимпијски поени | Такмичари | Такмичари | Такмичари |
| Спортска дисциплина   |                |                |                | 4.             | 5.             | 6.             | Олимпијски поени | Мушки     | Женске    | Укупно    |
| Алпско скијање (5)    | 0              | 0              | 0              | 0              | 0              | 0              | 0                | 0         | 3         | 3         |
| Биатлон (3)           | 0              | 0              | 0              | 0              | 0              | 0              | 0                | 1         | 4         | 5         |
| Боб (1)               | 0              | 0              | 0              | 0              | 0              | 0              | 0                | 4         | 0         | 4         |
| Брзо клизање (6)      | 0              | 0              | 0              | 0              | 0              | 0              | 0                | 1         | 1         | 2         |
| Уметничко клизање (2) | 0              | 0              | 0              | 0              | 0              | 0              | 0                | 1         | 1         | 2         |
| Скијашко трчање (1)   | 0              | 0              | 0              | 0              | 0              | 0              | 0                | 1         | 0         | 1         |
|                       |                |                |                |                |                |                |                  |           |           |           |
| Укупно                | 0              | 0              | 0              | 0              | 0              | 0              | 0                | 8         | 9         | 17        |

## Скијање

### Алпско скијање
Жене
| Дисциплина               | Скијаш        | Резултат                  | Позиција          |
| ------------------------ | ------------- | ------------------------- | ----------------- |
| Алпска комбинација, жене | Моника Ковач  | 3:06,31 (1:37,35 1:28,96) | 21.               |
| Спуст, жене              | Моника Ковач  | дисквалификована          | дисквалификована  |
| Слалом, жене             | Кинга Барши   | испала у 1. кругу         | испала у 1. кругу |
| Слалом, жене             | Марика Лабанц | испала у 1. кругу         | испала у 1. кругу |
| велеслалом, жене         | Моника Ковач  | 3:15,56 (1:30,73 1:44,83) | 32.               |
| Супервелеслалом, жене    | Моника Ковач  | 1:24,77                   | 40.               |

## Биатлон
Жене, Биатлон
| Дисциплина           | Скијаш        | Резултат      | Позиција |
| -------------------- | ------------- | ------------- | -------- |
| Биатлон 7,5 km, жене | Жужа Бекеч    | 29:50,3 (6)   | 64.      |
| Биатлон 7,5 km, жене | Бернадет Дира | 28:48,9 (5)   | 63.      |
| Биатлон 15 km, жене  | Ана Божик     | 1:05:41,1 (6) | 57.      |
| Биатлон 15 km, жене  | Ева Семчак    | 1:05:51,8 (5) | 58.      |

Мушки
| Дисциплина           | Скијаш      | Резултат    | Позиција |
| -------------------- | ----------- | ----------- | -------- |
| Биатлон 10 km, мушки | Јанош Пањик | 31:50,0 (1) | 63.      |

## Боб
Мушки, Боб
| Дисциплина        | Скијаш                                                 | Резултат                    | Позиција |
| ----------------- | ------------------------------------------------------ | --------------------------- | -------- |
| Четворосед, мушки | Николас Франкл Петер Палаи Берталан Пинтер Жолт Жомбор | 2:44,92 (55,16 54,82 54,94) | 24.      |

## Брзо клизање
Жене
| Дисциплина    | Име           | Резултат              | Позиција |
| ------------- | ------------- | --------------------- | -------- |
| 500 m, жене   | Кристина Еђед | 1:22,61 (41,20 41,41) | 32.      |
| 1.000 m, жене | Кристина Еђед | 1:21,23               | 23.      |
| 1.500 m, жене | Кристина Еђед | 2:05,79               | 27.      |

Мушки
| Дисциплина     | Име       | Резултат              | Позиција |
| -------------- | --------- | --------------------- | -------- |
| 500 m, мушки   | Жолт Бало | 1:16,56 (38,48 38,08) | 37.      |
| 1.000 m, мушки | Жолт Бало | 1:15,87               | 42.      |
| 1.500 m, мушки | Жолт Бало | 1:55,52               | 42.      |

## Уметничко клизање
Жене
| Дисциплина        | Пар             | Резултат | Позиција |
| ----------------- | --------------- | -------- | -------- |
| Појединачно, жене | Јулија Шебешћен | 24,5     | 15.      |

Мушки
| Дисциплина         | Пар           | Резултат | Позиција |
| ------------------ | ------------- | -------- | -------- |
| Појединачно, мушки | Саболч Видраи | 19,00    | 13.      |

## Скијашко трчање
Мушки
| Дисциплина                   | Пар              | Резултат | Позиција |
| ---------------------------- | ---------------- | -------- | -------- |
| Скијашко трчање 10 km, мушки | Балаж Латромпете | 35:30,9  | 89.      |